# Koto Dua Lama
Koto Dua Lama is een bestuurslaag in het regentschap Kerinci van de provincie Jambi, Indonesië. Koto Dua Lama telt 848 inwoners (volkstelling 2010).